# 阿根納造船廠遺構
阿根納造船廠遺構是位於臺灣基隆市中正區的構造物，其最初為礦物運送的裝運碼頭，直到1966年由阿根那造船廠使用，並建造相關造船設施，部分鋼筋混凝土出挑構造物留存至今，於2016年登錄為基隆市歷史建築。

## 歷史

### 日治時期
裝貨碼頭

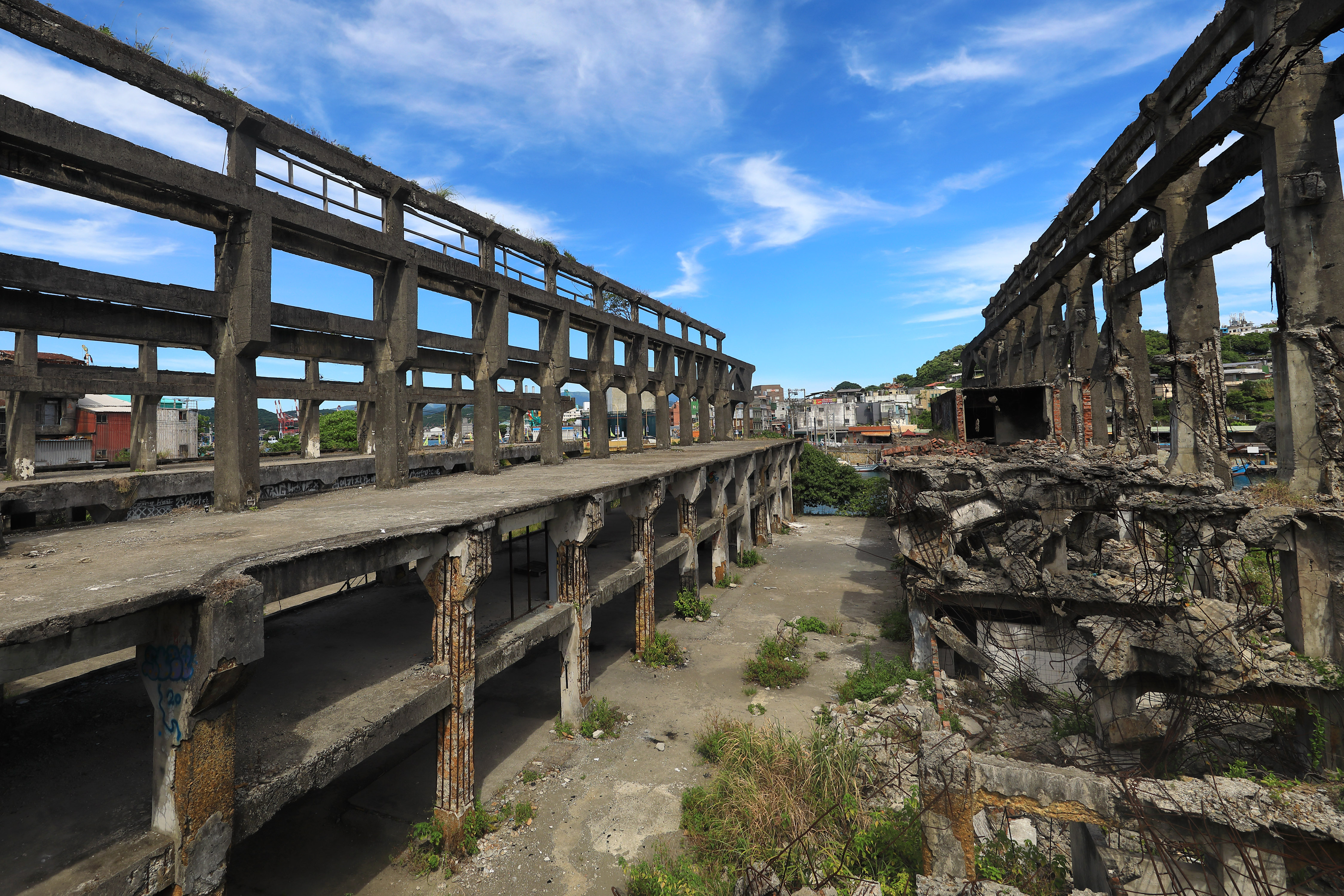
阿根納造船廠遺構

阿根納造船廠原址原為1919年設立的八尺門貯炭場，用來存放黃東茂在深澳坑復振炭礦所開採的煤礦。1936年，日本礦業株式會社建立深澳線和金瓜石線的礦業鐵路，並在隔年成立台灣礦業株式會社，經營金瓜石礦區的開採。自金瓜石開採的礦物便經架空索道運送到水南洞車站，然後再經由金瓜石線從水南洞車站運送至八尺門車站，最後從八尺門車站旁的裝貨碼頭裝載出口。

### 戰後
裝貨碼頭
戰後，臺灣礦業株式會社由國民政府經濟部接收，成立臺灣金銅鑛籌備處。臺灣金銅鑛籌備處在1955年改組為臺灣金屬鑛業股份有限公司，繼續開採金瓜石礦物並使用金瓜石線與八尺門存放場至1962年。
阿根納造船廠
1966年，美商薛國航的阿根納造船廠向臺金承租此場地，用來製造遊艇及帆船，至1987年停業，土地在之後由台糖得標。2014年11月，飾演美國隊長的克里斯·埃文斯在此拍攝廣告取景後，使阿根納造船廠遺構成為熱門景點。2016年2月15日，向台糖承租的業者將造船廠部分結構拆除，於後基隆市府將其緊急列為「暫定古蹟」，並於2016年7月28日登錄基隆市歷史建築。2019年5月，業者提出了阿根納造船廠遺構再利用計畫，預計將部分空間規劃為商業使用空間。

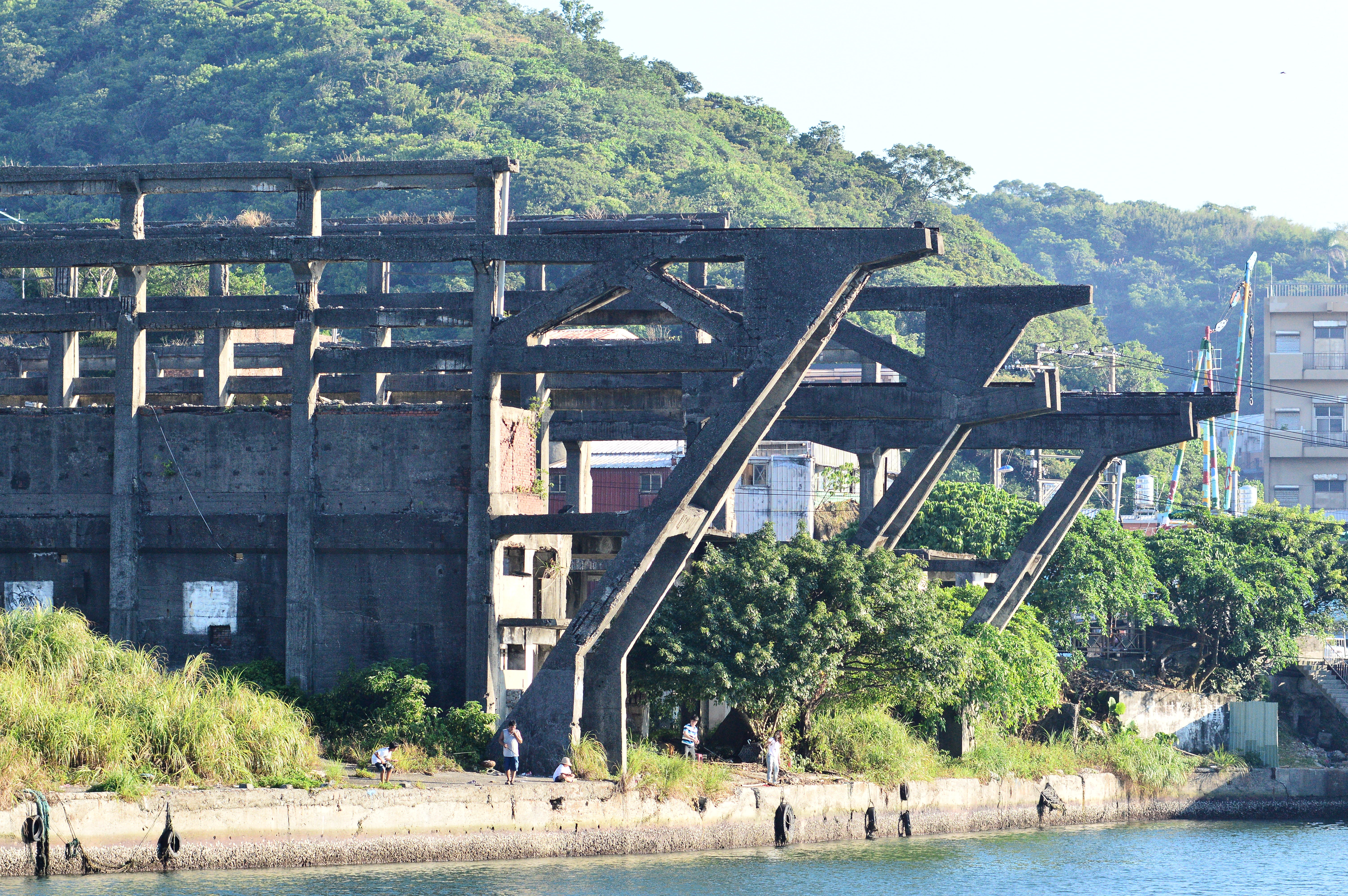
和平島旁望阿根納造船廠

## 外部連結
- 「檔案樂活情報」電子報第147期瑰寶文章 - 國家發展委員會檔案管理局 （页面存档备份，存于）